# Water, Air, & Soil Pollution
Water, Air, & Soil Pollution (abgekürzt Water Air Soil Pollut.) ist eine wissenschaftliche Fachzeitschrift, die seit 1971 monatlich im Peer-Review-Verfahren bei Springer Science+Business Media erscheint. Bis 2011 erschienen lediglich vier Ausgaben im Jahr. Die Zeitschrift behandelt Themen aus dem Bereich der Umweltwissenschaften. Veröffentlicht werden Beiträge über Umweltverschmutzung und Lösungen für die Umweltverschmutzung in der Biosphäre. Hierzu zählen chemische, physikalische und biologische Prozesse sowie Ökotoxikologie und Molekulartoxikologie. Der Impact Factor der Zeitschrift lag 2024 bei 3,0. Chefredakteure sind Reinhard Dallinger von der Universität Innsbruck und Bin Gao vom Rensselaer Polytechnic Institute.